# Mercury Lounge
Le Mercury Lounge est une salle de spectacle, située au 217 East Houston, entre Ludlow et Essex, à la frontière du Lower East Side et de l'East Village à New York. Il est situé au premier étage d'un bâtiment qui, par le passé, logeait les domestiques du Astor Mansion, relié à lui par un labyrinthe souterrain.
Le Garfein Restaurant a occupé ce lieu dans la première partie du XXe siècle, et de 1933 à 1993, l'endroit était occupé par un marchand de pierres tombales.
Aujourd'hui, l'endroit est une salle de concert. Des vestiges du magasin de pierres tombales existent toujours, telle la pierre tombale incorporée dans le mur de la salle.

## Concerts
Parmi les artistes célèbres qui se sont produits dans cette salle on remarquera par exemple, Lou Reed, Joan Jett, Bikini Kill, Jeff Buckley, Jimmy Chamberlin (13 janvier 2005), The Strokes, Tony Bennett, Band-Maid ou encore les Dandy Warhols.